# Laudrefang
Laudrefang è un comune francese di 387 abitanti situato nel dipartimento della Mosella nella regione del Grand Est.

## Società

### Evoluzione demografica
Abitanti censiti